# Červená kniha ohrožených jazyků
Červená kniha ohrožených jazyků (anglicky Red Book of Endangered Languages) byla kniha vydávána organizací UNESCO. Obsahovala podrobný seznam jazyků, které v současné době čelily zániku. Později byla nahrazena Atlasem světových jazyků v ohrožení (Atlas of the World's Languages in Danger). V únoru 2009 spustilo UNESCO jeho online verzi, která obsahuje mnohem více informací než předešlé tištěné edice a poskytuje uživatelům zpětnou vazbu vzhledem k její neustálé aktualizaci.

## Klasifikace
Ke každému jazyku je přiřazen určitý stupeň ohrožení. Jednotlivé stupně se od sebe odlišují i barvou.
| Barva a stupeň ohrožení | anglicky              | Mezigenerační přenos jazyka                                                                                             |
| ----------------------- | --------------------- | --- |
| bez ohrožení            | safe                  | jazykem mluví všechny generace, jazykový přenos je nepřetržitý (tyto jazyky nejsou v atlase obsaženy)                   |
| zranitelný              | vulnerable            | jazykem mluví většina dětí, jeho používání může být ale omezeno na určitou oblast (např. domácí prostředí)              |
| jednoznačně ohrožený    | definitely endangered | děti se doma už neučí jazyk jako svůj mateřský                                                                          |
| silně ohrožený          | severely endangered   | jazykem mluví prarodiče a starší generace; ačkoliv generace rodičů jazyku rozumí, nemluví jím s dětmi nebo mezi sebou   |
| kriticky ohrožený       | critically endangered | nejmladšími mluvčími jsou prarodiče a starší lidé, jazykem mluví jen zčásti a zřídka                                    |
| vymřelý                 | extinct               | nezbývají už žádní mluvčí (takovýto jazyk je v atlase obsažen, pokud pravděpodobně vymřel až po 50. letech 20. století) |